# Barramundi
Denna sida handlar om den abbortartade fisken Lates calcarifer. Namnet Barramundor har även använts om släktet Scleropages.
Barramundi (Lates calcarifer) är en fisk i familjen Latidae i ordningen abborrartade fiskar. Det är en silverfärgad fisk som är en mycket uppskattad mat- och sportfisk. Den kan bli upp till 2 meter lång och väga 60 kilo.

## Utseende
Huvudet kännetecknas av en spetsig nos och en stor mun med mungiporna bakom de gulbruna ögonen. Ögonen kan ha en rödaktig spegling. Näsborrarna ligger tät intill varandra. Artens ryggfena är uppdelad i en taggig främre del och en mjuk bakre del. Hos barramundin förekommer sju till nio fenstrålar i den taggiga delen och den mjuka delen bildas av tio eller elva fenstrålar. Artens stjärtfena liknar i formen en halvbåge. Liksom hos flera andra fiskar förekommer bröstfenor, bukfenor och en analfena.
Förutom den silvriga grundfärgen har några exemplar en mörk olivgrön eller blågrå skugga på ovansidan. Där vattnet är mörkt är även barramundin mörkare. Hos ungar är fjällens färg brun till gråbrun. De kan ha tre mer eller mindre tydliga vita strimmor på huvudet och flera vita punkter på bålen.
Exemplaren blir upp till 180 cm långa och maximal 60 kg tunga.

## Utbredning
Utbredningsområdet sträcker sig från Persiska gulfen över Indiska oceanen och haven i den australiska regionen till södra Japan. Arten besöker även bräckt vatten och sötvatten. Den föredrar vattentemperaturer mellan 15 och 28 °C. I oceaner håller sig barramundin nära kusten.

## Ekologi
Vuxna exemplar lever ensam eller i mindre grupper. För att jaga stim med mindre fiskar kan gruppens storlek öka. Individerna kommunicerar med hjälp av sidolinjeorganet och de har bra luktsinne.
Ungdjur kan falla offer för olika andra fiskar. Andra kända fiender är australisk pelikan (Pelecanus conspicillatus) och arafuravårtorm (Acrochordus arafurae).

### Föda
Beroende på individens utveckling och på storleken äter barramundin olika andra vattenlevande djur. Ungar som år upp till 40 mm långa äter främst hoppkräftor och märlkräftor. Större ungdjur föredrar kräftdjur av familjerna Penaeidae och Palaemonidae som de hittar på havets botten. Dessutom ingår några blötdjur i deras föda. Större exemplar börjar jaga stora kräftdjur och benfiskar. Benfiskarnas andel i dieten kan öka till 80 procent hos vuxna individer. Kannibalism är inte helt ovanligt hos barramundin.

### Fortplantning
Denna fisk vandrar till en flodmynning eller till en vik för att para sig. Enligt olika avhandlingar (bland annat Pender & Griffin, 1996) behöver de befruktade äggen saltvatten för sin utveckling. Däremot ska det även finnas populationer som hela livet vistas i sötvatten eller i bräckt vatten. Kring Nya Guinea sker äggens befruktning mellan oktober och februari vid slutet av den torra perioden eller i början av regntiden. Vid en parningstid kan en hona ha mellan 2,3 och 32,2 miljoner ägg i sina könsorgan. De släps alla vid ett tillfälle eller under flera tillfällen. Vanligen släps ägg vid lågvatten och högvattnet bär äggen mot viken eller mot flodmynningen.
De nykläckta ungarna är främst hannar och bara ett fåtal är honor. Några hannar byter kön när de når en längd av 73 cm. För könsbytets tidpunkt förekommer olika uppgifter beroende på källa. Uppgifterna varierar mellan 3 och 6 år efter kläckningen. Könsmognaden infaller för honor efter 2 till 8 år och för hannar efter 3 till 5 år.
Hos barramundin förekommer ingen yngelvård.

## Barramundin och människor
Arten fiskas med fiskredskap och den odlas i fiskfarmer. Året 2000 fångades i hela världen cirka 74 000 ton men det årliga fisket minskade fram till 2005 till cirka 57 000 ton. Däremot ökade produktionen i fiskfarmer från cirka 1 650 ton (1984) över cirka 18 500 ton (1994) till ungefär 31 000 ton (2005).
Barramundin ingår i samma släkte som Nilabborre (Lates niloticus). Den senare blev introducerad i Victoriasjön och utrotade där flera endemiska fiskar. Troligtvis har barramundin samma förmåga när den införs i sjöar där den inte är inhemsk.
I filmen Crocodile Dundee förnekar "Dundee" att han tjuvjagar krokodiler (förbjudet sedan 1974); han ska i själva verket vara barramundi-fiskare. De tomma hylsorna förklarar han med att "barramundi är en jäkla stor fisk".